# Pohlia bequaertii
Pohlia bequaertii là một loài Rêu trong họ Bryaceae. Loài này được (Dixon & Naveau) A.J. Shaw miêu tả khoa học đầu tiên năm 1987.